# Jean-Baptiste Girard (generale)
Jean-Baptiste Girard (Aups, 21 febbraio 1775 – Parigi, 27 giugno 1815) è stato un generale francese del periodo delle guerre napoleoniche.
Duca dell'Impero e Grande ufficiale della Legion d'onore, morì per le ferite riportate nella battaglia di Ligny, uno degli ultimi scontri campali dell'epopea napoleonica. Il suo nome è inciso sotto l'Arco di Trionfo di Parigi.

## Biografia
Nato ad Aups nel Dipartimento del Varo, Girard iniziò la sua carriera militare nel settembre 1793 all'età di diciotto anni, quando fu coscritto nell'Armée révolutionnaire française; nel marzo 1794 fu assegnato alla 46e demi-brigade de ligne dell'Armata d'Italia di Napoleone Bonaparte, con cui partecipò alla prima campagna d'Italia del 1796-1797. Divenuto aiutante di campo del generale Jean-Charles Monnier, Girard fu promosso sottotenente il 16 marzo 1796 e tenente il 15 settembre 1797. Promosso capitano il 5 novembre 1797, ottenne il comando della 85e demi-brigade de ligne il 18 gennaio 1799 con il grado di chef de bataillon e prese parte alla battaglia di Marengo il 14 giugno 1800. Dopo alcuni incarichi in patria, nel settembre 1802 fu temporaneamente assegnato all'esercito della Repubblica Italiana; insignito dell'onorificenza di ufficiale della Legion d'onore il 14 giugno 1804, fu assegnato allo stato maggiore di Parigi il 20 giugno seguente.
Assegnato alla Grande Armata napoleonica, Girard fu parte dello stato maggiore del maresciallo Gioacchino Murat, ottenendo l'onorificenza di commendatore della Legion d'onore il 25 dicembre 1805 e la promozione a generale di brigata il 13 novembre 1806 dopo aver preso parte alla battaglia di Jena come sottocapo di stato maggiore della Riserva di cavalleria di Murat. Assegnato all'VIII Corpo d'armata durante la campagna in Polonia nel 1807, Girard ottenne il titolo di barone dell'Impero il 26 ottobre 1808.
Assegnato nel 1809 al V Corpo d'armata del maresciallo Édouard Adolphe Casimir Joseph Mortier, Girard partecipò alla campagna di Spagna combattendo alla battaglia di Arzobispo l'8 agosto e alla battaglia di Ocaña il 19 novembre dello stesso anno; ferito leggermente ad Ocaña e citato nel rapporto di Mortier, ottenne la promozione a generale di divisione il 17 dicembre 1809. Girard continuò a servire in Spagna tra il 1810 e il 1811, e per le sue azioni alla battaglia del Gebora il 19 febbraio 1811 il maresciallo Nicolas Jean-de-Dieu Soult chiese per lui l'onorificenza di grande ufficiale della Legion d'onore, conferita il 20 maggio dello stesso anno.

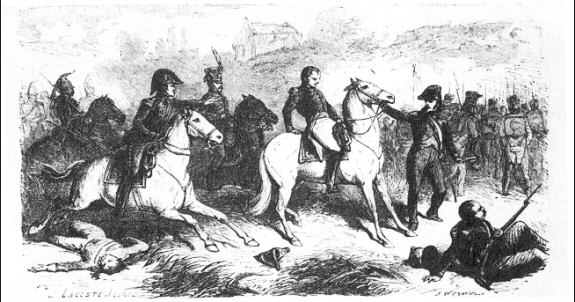
Il ferimento di Girard a Ligny in una stampa dell'epoca

Tornato in forza alla Grande Armata di Napoleone, comandò la 31ª Divisione del III Corpo d'armata durante la campagna di Russia venendo ferito nel corso della battaglia della Beresina il 26-29 novembre 1812; tornato in azione durante la campagna di Germania del 1813, venne nuovamente ferito nel corso della battaglia di Lützen il 2 maggio. Nel luglio seguente fu assegnato al comando di una divisione dislocata a Magdeburgo, con cui avanzò in appoggio dell'offensiva lanciata dal maresciallo Nicolas Charles Oudinot in direzione di Berlino; il 27 agosto le forze di Girard furono affrontate dalle truppe prussiane nella battaglia di Hagelberg: i francesi furono nettamente sconfitti e messi in rotta, e lo stesso Girard venne ferito e fatto prigioniero.
Girard rimase in detenzione fino alla prima abdicazione di Napoleone nell'aprile 1814, quando rientrò in patria; messo a mezzo servizio, dopo il ritorno di Napoleone dall'esilio all'isola d'Elba e l'avvio dei "cento giorni" Girard ritornò in servizio effettivo come comandante della 7ª Divisione del II Corpo d'armata. Ottenne il titolo di pari di Francia il 2 giugno 1815. In azione agli ordini di Napoleone durante la campagna di Waterloo, Girard venne mortalmente ferito il 16 giugno durante la battaglia di Ligny contro i prussiani: un proiettile gli fratturò il braccio destro, passò sotto la spalla e si conficcò nella colonna vertebrale. Trasportato a Parigi, morì qui il 27 giugno 1815; per decreto imperiale, il 21 giugno precedente il generale era stato nominato "duca di Ligny" da Napoleone, uno dei suoi ultimi atti formali come imperatore dei francesi.